# Relacions entre Andorra i Espanya
Les relacions entre Andorra i Espanya són les relacions bilaterals internacionals entre el Principat d'Andorra i el Regne d'Espanya. Les relacions són bones i cordials.

## Història

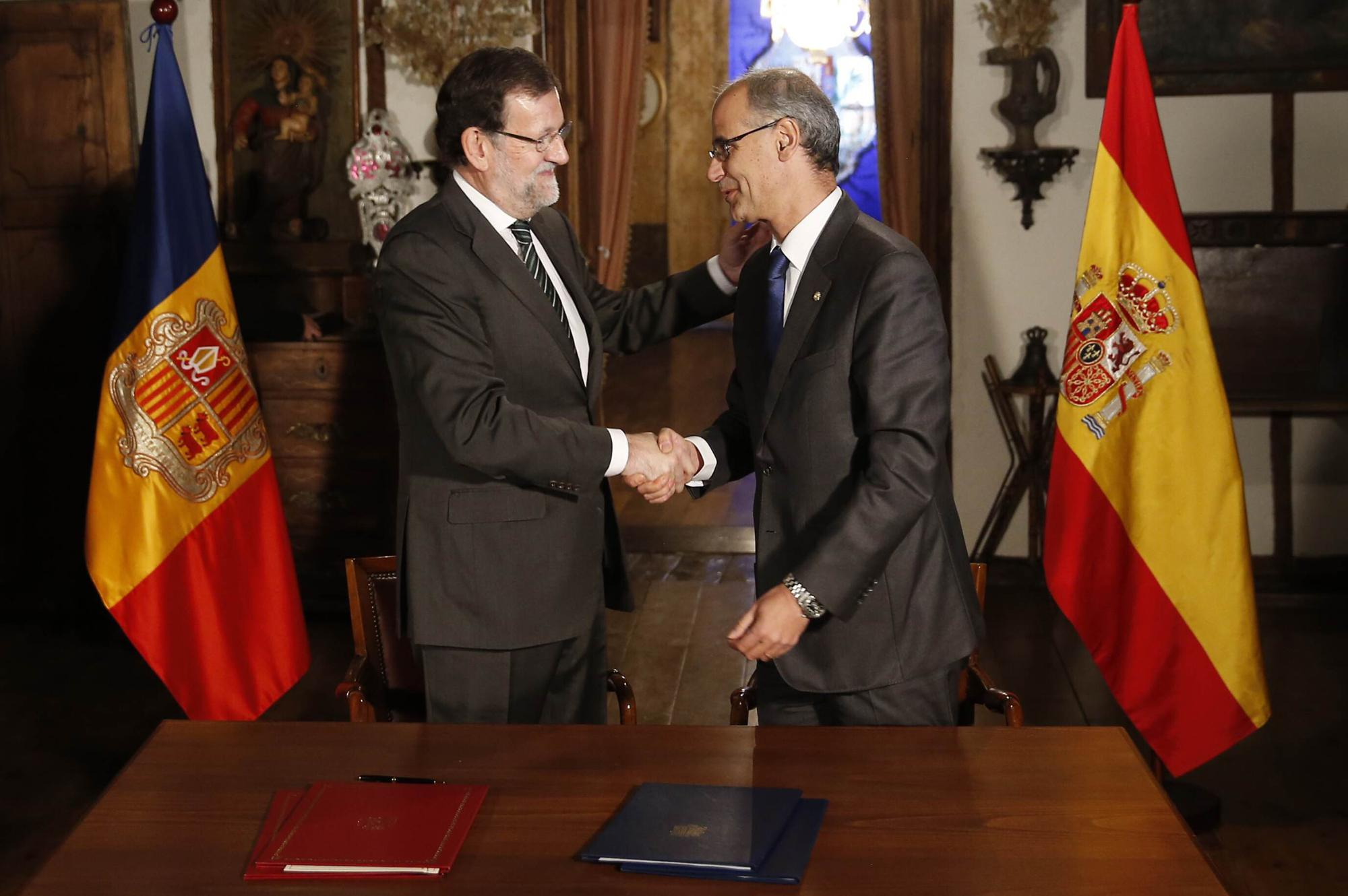
El president espanyol, Mariano Rajoy, amb el cap de govern d'Andorra, Antoni Martí, en una visita oficial al Principat el 2015.

El 1993, l'any en el qual el país pirinenc va aprovar la seva constitució i va ser admès en l'ONU, Andorra i Espanya, juntament amb França, van subscriure un tractat tripartit de Bon Veïnatge, Amistat i Cooperació. La defensa d'Andorra, que no compta amb forces armades, correspon a Espanya i a França, segons indica el text del tractat.
L'«Acord entre el Regne d'Espanya i el Principat d'Andorra relatiu a l'estatut del copríncep episcopal» publicat al 1995 en el Butlletí Oficial de l'Estat regula l'estatus del bisbe d'Urgell, la seu del qual resideix a Espanya.

## Frontera
Tots dos països comparteixen una frontera comuna de 65 quilòmetres de longitud, que interromp la frontera França-Espanya als Pirineus des del trifini del Pic de Medacorba (2.912 m]) fins al de la Portella Blanca d'Andorra (2.521 m).

## Ambaixadors

### Ambaixadors d'Espanya a Andorra
L'ambaixador d'Espanya a Andorra és el màxim representant legal del Regne d'Espanya al Principat d'Andorra. Nomenat el Consell de Ministres, dirigeix el treball de totes les oficines que depenen de l'ambaixada, amb seu a la ciutat d'Andorra la Vella. Així mateix, informa al Govern Espanyol sobre l'evolució dels esdeveniments a Andorra, negocia en nom d'Espanya, pot signar o ratificar convenis, observa el desenvolupament de les relacions bilaterals en tots els camps i s'assegura la protecció dels interessos espanyols i de seus ciutadans al Principat d'Andorra. Cal destacar que la població espanyola a Andorra és superior a la pròpia andorrana.
L'agost de 1993 es va nomenar el primer ambaixador d'Espanya permanent a Andorra: el senyor José Manuel Pau Agüeras; fins llavors les relacions espanyoles amb aquest país es portaven directament des de Madrid.
| N | De                     | Fins                   | Ambaixador                              |
| - | ---------------------- | ---------------------- | --------------------------------------- |
| 1 | 21 d'agost de 1993     | 18 de juliol de 1998   | José Manuel Paz Agüeras                 |
| 2 | 18 de juliol de 1998   | 23 de juny de 2001     | Juan María López-Aguilar y Pérez-Griffo |
| 3 | 23 de juny de 2001     | 9 de desembre de 2005  | César González Palacios                 |
| 4 | 9 de desembre de 2005  | 11 de desembre de 2010 | Eugeni Bregolat Obiols                  |
| 5 | 11 de desembre de 2010 | 6 de juny de 2014      | Alberto Moreno Humet                    |
| 6 | 6 de juny de 2014      | 3 d'agost de 2018      | Manuel Montobbio de Balanzó             |
| 7 | 3 d'agost de 2018      | actualment al càrrec   | Àngel Ros i Domingo                     |

### Ambaixadors d'Andorra a Espanya
| De                    | Fins               | Ambaixador                   |
| --------------------- | ------------------ | ---------------------------- |
| 14 setembre 1994      | 15 octubre 1998    | Pere Altimir Pintat          |
| 1998                  |                    | Juli Minoves Triquell        |
| 2002                  | 19 novembre 2007   | Vicenç Mateu Zamora          |
| 2007                  | 10 juny 2009       | Xavier Espot Miró            |
| 9 desembre 2009       | 10 agost 2011      | Manuel María Pujadas Domingo |
| 10 gener 2012         | 31 d'agost de 2019 | Jaume Gaytán Sansa           |
| 1 de setembre de 2019 |                    | Vicenç Mateu Zamora          |

## Missions diplomàtiques residents
- Andorra té una ambaixada a Madrid.
- Espanya té una ambaixada a Andorra la Vella.

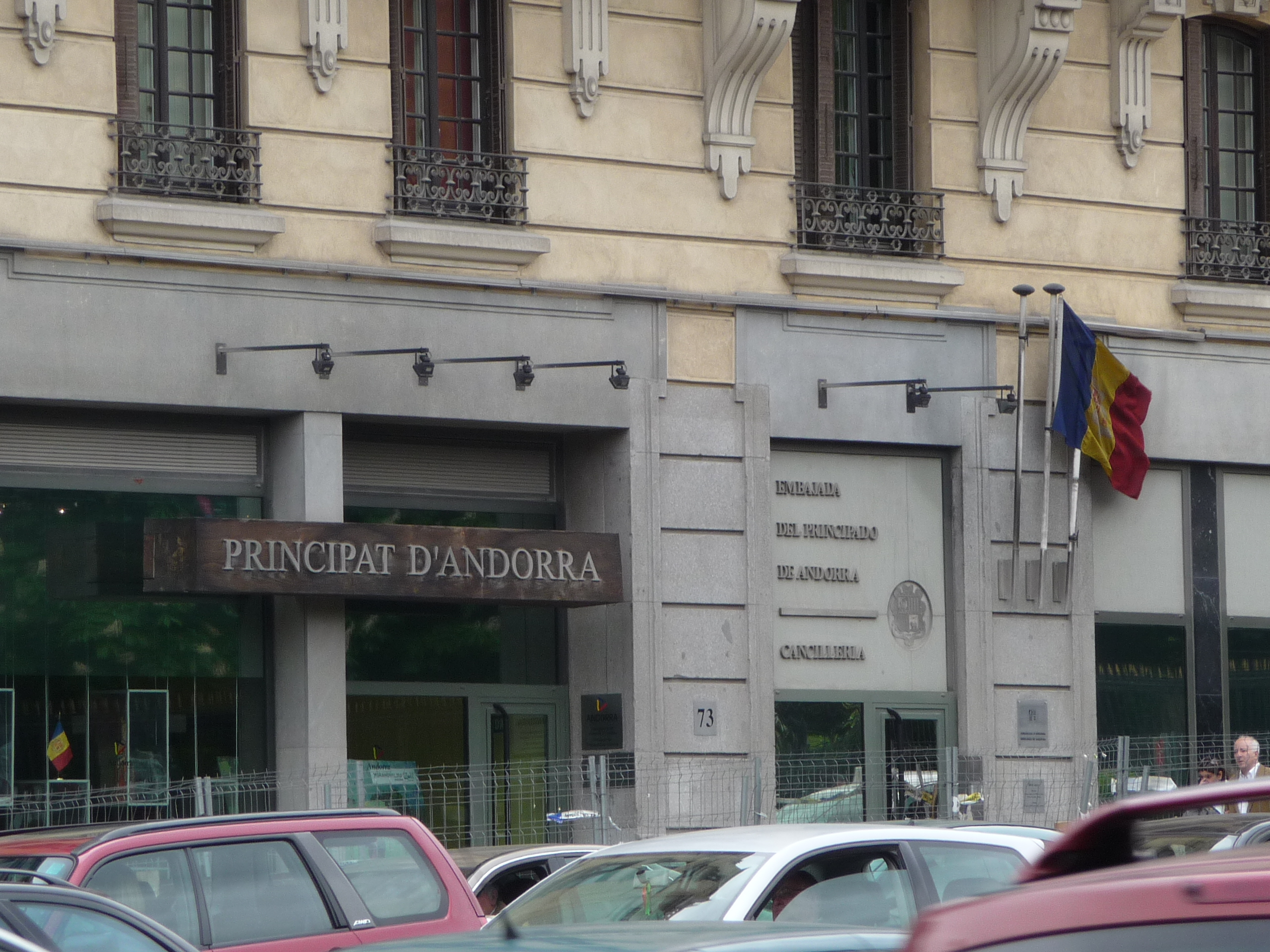
Ambaixada d'Andorra a Madrid
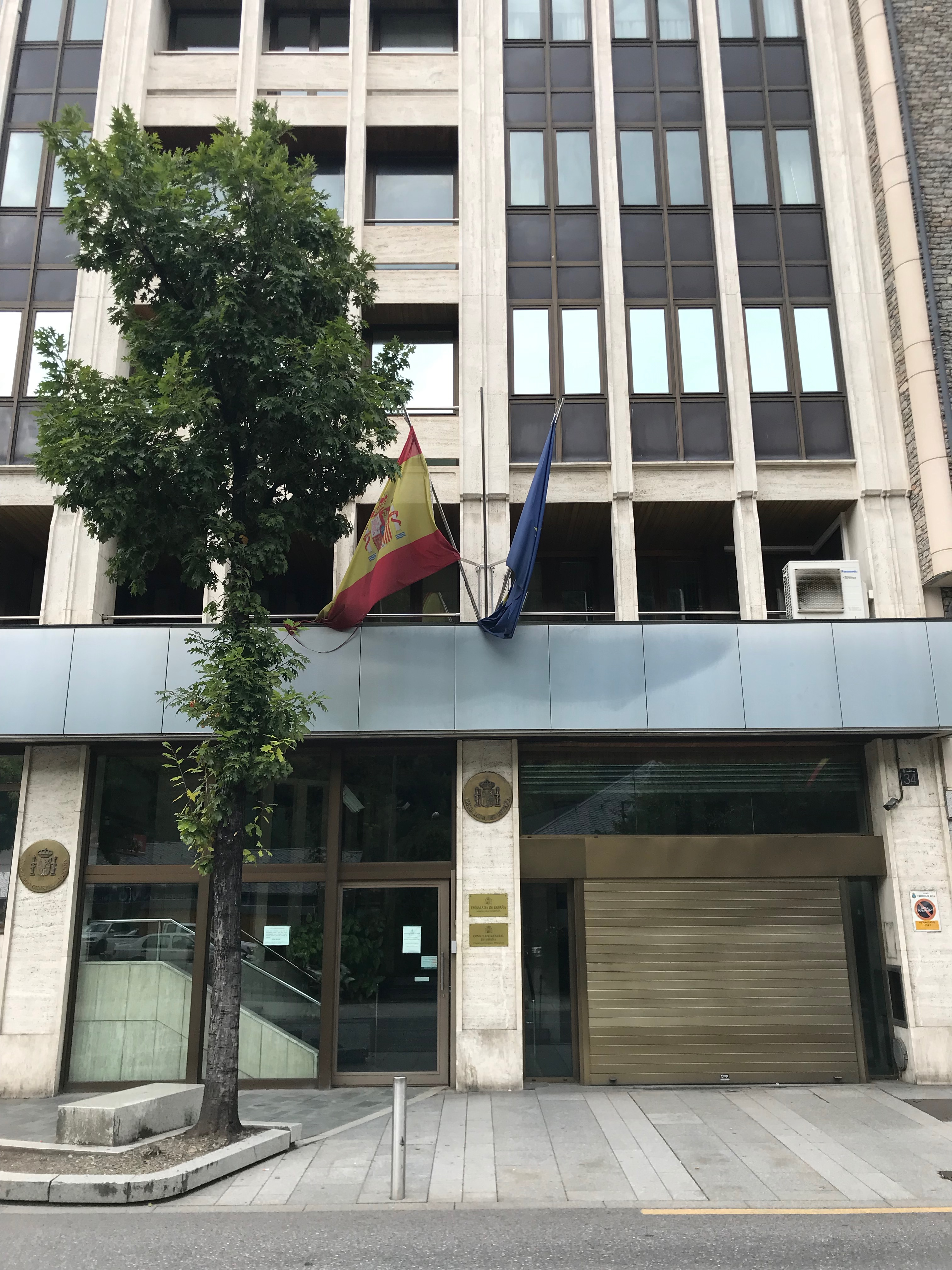
Ambaixada d'Espanya a Andorra la Vella